# Stara Huta (Ukraina)
Huta Stara – wieś w rejonie kowelskim obwodu wołyńskiego Ukrainy.
Obecnie wieś liczy 1161 mieszkańców.
Do 2020 w rejonie starowyżewskim.